# جيل الألفية
جيل الألفية،
 أو جيل واي أو بنو الألفية (بالإنجليزية: Millennials) هو مصطلح مستخدم لوصف الفئات السكانية التي تتكون من الأشخاص الذين ولدوا في الفترة ما بين 1981 و1996وفقا لمصادر أخرى ، من 1980 إلى 1994. Y ويُعرف الناس في هذه الفترة بجيل الألفية. يرتفعُ معدل المواليد في هذه الفترة، بشكل يشابه نسبة ارتفاع المواليد بعد الحرب العالمية الثانية. يشكّل الجزءُ الأكبر من النّمو السكاني أولئك الموجودون في الدول النّامية في العالم عنه في العالم المتقدّم. وفي جميع أنحاء العالم، قام هذا الجيل من الشباب بتأجيل الزواج. هم أقل ميلًا إلى الجماع مقارنة بأسلافهم عندما كانوا في نفس العمر. وتقل احتماليةُ أن يكونوا متدينين من أسلافهم، ولكن قد يُعرفون بأنهم روحانيّون.
وُصف جيل الألفية بأنه الجيل العالمي الأول والجيل الأول الذي نشأ في عصر الإنترنت. ويتميّز الجيل عمومًا باستخدامٍ مرتفعٍ للإنترنت، والأجهزة المحمولة، ووسائل الاعلام الاجتماعية، وهذا هو السبب أنها تسمى أحيانًا بالمواطنين الرقميين. بين تسعينيات القرن الماضي وعام 2010، أصبح الناس من العالم النّامي متعلمين بشكل متزايد، وهو عامل أدى إلى تعزيز النّمو الاقتصادي في هذه البلدان.  لقد عانى جيل الألفية في جميع أنحاء العالم من اضطرابات اقتصاديّةٍ كبيرةٍ منذ بدء حياتهم العمليّة؛ واجه العديد مستوياتٍ عاليةٍ من بطالة الشباب خلال سنواتهم الأولى في سوق العمل في أعقاب الركود الاقتصادي إبان الأزمة الماليّة عام 2008، وعانوا من ركود آخر بعد عقد من الزمن بسبب وباء COVID-19.

## من الناحية النفسية
ُتعتبر النفسانية جان توينج، مؤلفة كتاب «جيل أنا» (2006)، أبناء الألفية والأفراد الأصغر من الجيل إكس، جزءًا مما سمته «جيل أنا». تصف توينج جيل الألفية بالثقة والتسامح، ولكنها تصفهم أيضًا بالشعور بالاستحقاق وبالنرجسية، وذلك استنادًا إلى استبيانات «قياس الشخصية النرجسية» التي تُظهِر زيادة النّرجسية بين أفراد جيل الألفيّة مقارنةً بأفراد الأجيال السابقة عندما كانوا في سن المراهقة وفي العشرينيّات من العمر. انتقد النفساني جيفري أرنيت من جامعة كلارك في وورسستر بحث توينج في النرجسية بين جيل الألفية، قائلاً: «أرى أنها تسيء تفسير البيانات أو تفرط في تفسيرها، وأعتقد أنه أمر مدمر». ويشكك أرنيت في قدرة «قياس الشخصية النرجسية» على قياس النرجسية. ويقول إن جيل الألفية أقل نرجسية، وهو «جيل سخي بشكل استثنائي ويبشر بمستقبل واعد جدًا». وجدت دراسة نشرت في عام 2017 في مجلة العلوم النفسية انخفاضًا طفيفًا في النرجسية بين الشباب منذ تسعينيات القرن الماضي.
يجادل المؤلفان ويليام ستراوس ونيل هاو بأن لكل جيل خصائص مشتركة تمنحه طابعًا محددًا، وتوجد أربعة نماذج أساسية للأجيال، تتكرر في دورة. ووفقًا لفرضيتهم، توقعا أن يكون جيل الألفية شبيهًا بجيل جي آي «ذي العقلية المدنية» الذي يتسم بانتماء قوي للمجتمع على الصعيدين المحلي والعالمي. يَسم ستراوس وهاو جيل الألفية بسبع صفات أساسية: ذو خصوصية، محمي، واثق، يتسم بروح الفريق، تقليدي، معرض للضغوط، منجِز. ولكن آرثر ليفين، مؤلف كتاب «عندما يصطدم الأمل والخوف: صورة لطالب جامعي معاصر» رفض هذا التصوير للأجيال ووصفه بأنه يجسد «قوالب نمطية». تقول النفسانية جان توينج إن تأكيدات ستراوس وهاو حتمية للغاية، وغير قابلة للتفنيد، وغير مدعومة بأدلة صارمة.
حذرت وكالة استطلاع الرأي إيبسوس موري من أن تسمية «جيل الألفية» «يُساء استخدامها لدرجة أن الكثيرين يظنون خطأً أنها مجرد كلمة طنانة لا معنى لها» وذلك لأن «الكثير من الادعاءات المقدمة المتعلقة بخصائص جيل الألفية مبسطة أو يساء تفسيرها أو خاطئة تمامًا، ما يعني أن الاختلافات الحقيقية تضيع»، وأن «أوجه التشابه بين الأجيال الأخرى، كالتصرفات والسلوكيات التي تبقى على حالها، لا تقل أهمية وإدهاشًا في بعض الأحيان».
يُقال كثيرًا إن أبناء الألفية يتجاهلون الإعلانات التقليدية، إلا أنهم في الواقع يتأثرون بها بشدة. وهم يستجيبون بشكل خاص للنداءات التي تدعو إلى الشفافية، وخوض التجارب عوضًا عن اقتناء الأشياء، والمرونة.
وجدت دراسة أجرتها مايكروسوفت في 2015 أن 77% من المشاركين الذين تتراوح أعمارهم بين 18 و24 أجابوا نعم عند سؤالهم: «عندما لا يشغل أي شيء انتباهي، أول شيء أفعله الوصول إلى هاتفي»، مقارنة بنسبة 10% فقط من الذين تبلغ أعمارهم 65 أو أكثر.

## القدرات المعرفية
اكتشف الباحث في الذكاء جيمس آر فلين أن الفجوة بين المفردات لدى البالغين والأطفال كانت أصغر بكثير في خمسينيات القرن العشرين مقارنةً بما بلغته في أوائل القرن الحادي والعشرين. بين عامي 1953 و2006، حقق البالغون في اختبار المفردات ضمن اختبار مقياس وكسلر لذكاء البالغين 17.4نقطة مقابل 4 نقاط للأطفال. وأكد فلين أن من أسباب ذلك الزيادة في الاهتمام بالتعليم العالي والتغيرات الثقافية. ارتفع عدد الأميركيين الذين يسعون لتحصيل مؤهلات جامعية ووظائف صعبة معرفيًا بشكل كبير منذ خمسينيات القرن الماضي، وعزز ذلك مستوى المفردات بين البالغين. في الخمسينيات من القرن العشرين، كان الأطفال يقلدون والديهم بشكل عام ويتبنون مفرداتهم. تغيرت الحال في القرن الحادي والعشرين، عندما أخذ المراهقون يطورون ثقافاتهم الفرعية الخاصة، وأصبحوا أقل استخدامًا لمفردات البالغين في مقالاتهم.
في تقرير في عام 2009، حلل فلين نتائج اختبار مصفوفات ريفن المتتابعة للبريطانيين البالغين من العمر أربعة عشر عامًا من عام 1980 حتى عام 2008. واكتشف أن متوسط معدل ذكائهم انخفض أكثر من نقطتين خلال تلك الفترة الزمنية. وكان الانخفاض أكبر عند الأفراد في النصف الأعلى من توزع الذكاء، إذ بلغ ست نقاط. تجسد هذه الحالة مثالًا واضحًا للتأثير المعاكس لتأثير فلين، أي الارتفاع الواضح في درجات الذكاء الذي لوحظ خلال القرن العشرين. اعتقد فلين أن سبب ذلك التغيرات في ثقافة الشباب البريطاني. وأشار أيضًا إلى أن تحسن الذكاء في الماضي ارتبط بالطبقة الاجتماعية الاقتصادية، ولكن هذا لم يعد صحيحًا.
حلل النفسانيون جان توينج ودبليو كيث كامبل ورين إيه شيرمان درجات اختبار المفردات في المسح الاجتماعي العام في الولايات المتحدة (عدد المشاركين= 29,912)، ووجدوا بعد تصحيح عامل التعليم، انخفاضًا في استخدام المفردات المتطورة بين منتصف السبعينيات ومنتصف العقد الثاني في القرن الحالي بين الناس في مختلف مستويات التعليم، بدءًا ممن لم يتموا التعليم الثانوي ووصولًا إلى خريجي الدراسات العليا.  وشهد الحاصلون على درجة الإجازة الجامعية الانخفاض الأشد. وبذلك تقلصت الفجوة بين من لم يتموا التعليم الثانوي وخريجي الجامعة، من معدل 3.4 إجابة صحيحة في منتصف إلى أواخر السبعينيات إلى 2.9 في أوائل إلى منتصف العقد الثاني في هذا القرن. لا يقدم التعليم العالي سوى القليل من الفائدة على صعيد القدرة اللغوية. تراجع مستوى حاملي الشهادات لأن أصحاب القدرات اللغوية المعتدلة باتوا أكثر قدرة على الالتحاق بالجامعة مقارنةً بالماضي. وتوجد تفسيرات مختلفة لهذا. من هذه التفسيرات قبول أعداد كبيرة من المهاجرين، لا يتقن الكثيرون منهم اللغة الإنكليزية، ما يخفض المعدل الوطني للبالغين. الشباب في الوقت الحاضر أقل ميلًا للقراءة بغرض الاستمتاع، ما يساهم أيضًا في خفض مستوى المفردات عندهم. ومن ناحية أخرى، أفاد مجلس الكليات بأن درجات اختبار سات للقدرات اللغوية كانت في انخفاض، لكن هذه الدرجات مقياس غير دقيق لمستوى المفردات عند كل الأفراد لأن التركيبة السكانية للخاضعين للاختبار تغيرت ولأن أعدادًا أكبر من الطلاب تخضع لاختبار سات مقارنةً بالسبعينيات، ما يعني أن عددًا أكبر من أصحاب القدرات المحدودة يخضع له. لا تمثل شيخوخة السكان سببًا مقنعًا لأن تأثيرها ضعيف للغاية.

## الهوية الثقافية

### جيل الألفية عمومًا
تقول عالمة السياسة شيرلي لو بيني إنه بالنسبة لجيل الألفية «يصبح السعي إلى الشعور بالانتماء وسيلة لتحقيق الشعور بأن ثمة من يحتاجهم... يعيش جيل الألفية الانتماء من خلال السعي للتأثير على العالم».
جيل الألفية (2009-2000)  ترى النفسانية التربوية إلزا فينتر أن جيل الألفية هم بشر رقميون لأنهم كبروا في جو من التكنولوجيا الرقمية عرفوه طوال حياتهم. صاغ برينسكي مفهوم «الإنسان الرقمي» ليصف أفراد الجيل، فهم «متحدثون أصليون باللغة الرقمية لأجهزة الحاسوب وألعاب الفيديو والإنترنت».  يستخدم أفراد هذا الجيل الأكبر سنًا مزيجًا من الاتصالات الواقعية والاتصالات الرقمية، في حين يستخدم أعضاؤه الأصغر سنًا التقنيات الإلكترونية والرقمية للاتصال بشكل رئيسي.

وجدت دراسة استقصائية أجريت في 2013 وشملت نحو ألف بريطاني تتراوح أعمارهم بين 18 و24 عامًا أن 62% أبدوا رأيًا إيجابيًا بهيئة الإذاعة البريطانية (بي بي سي) و70% يشعرون بالفخر بتاريخهم الوطني. في عام 2017، أشارت أبحاث إلى أن نصف الأشخاص بين 18 و34 عامًا الذين يعيشون في المملكة المتحدة حضروا حدثًا موسيقيًا حيًا في العام السابق.
«أدت ألعاب الحاسوب وثقافة الحاسوب إلى انخفاض في قراءة الكتب. وأدى ميل المعلمين إلى «التدريس لاجتياز لاختبار» إلى انخفاض في القدرة على التفكير بطرق جانبية».
ريتشارد هاوس، جامعة روهامبتون.
بعد مواجهة العبء الكامل للركود الكبير، أصبح أفراد جيل الألفية في أوروبا ميالين إلى التشاؤم بشأن مصير بلدانهم، على الرغم من وجود اختلافات كبيرة، وفق النتائج التي توصل إليها مركز بيو للأبحاث في 2014. كان أبناء الألفية في البلدان ذات الاقتصادات السليمة نسبيًا مثل ألمانيا والمملكة المتحدة أكثر سعادة عمومًا مقارنة بنظرائهم من دول الاقتصادات المتعثرة، مثل إسبانيا وإيطاليا واليونان. ومن ناحية أخرى، أبدى الشباب ميلًا أكبر للتفاؤل مقارنة بكبار السن.